# Tüzes Bálint
Tüzes Bálint (Nagyvárad, 1951. december 11. – Nagyvárad, 2013. június 8.) erdélyi magyar tanár, újságíró, költő.

## Életpályája
Az erdélyi örmény Tüzes család leszármazottja. 
1981-ben végzett a kolozsvári Babeș–Bolyai Tudományegyetem bölcsészkarán.
Az egyetem elvégzése után Nagyváradon a tanított különböző iskolákban magyar nyelvet és irodalmat, valamint francia nyelvet. Nagyváradi lapoknál újságíróként dolgozott, de tudósított kolozsvári lapokat is (Vasárnap, Keresztény szó).
Nagyváradon hunyt el, Szamosújváron helyezték örök nyugalomra.

## Munkássága
Már diákként vonzódott a költészethez, versenyeken vett részt, és díjakat szerzett. Fontosnak tartotta tanári pályáját, diákjaitól megkövetelte, hogy olvassanak, színházba járjanak, és ezekről be is számoljanak.

### Kötetei
- Életfaárnyék. Versek; Europrint, Nagyvárad, 2001 + CD
- Forrongó századelő. Beszélgetések Tóth Jánossal a Holnap korszakáról; Europrint, Nagyvárad, 2006